# Truth of Love
『Truth of Love』（トゥルース・オブ・ラブ）はFIELD OF VIEWの17枚目のシングル。

## 解説
- FIELD OF VIEW名義としては最後に発売されたシングル。
- 「CRASH」以来5作ぶり2作目のノンタイアップ曲。
- 表題曲の「Truth of Love」には編曲クレジットがない。これは作曲者のdemo段階でのアレンジが一番良くそのまま採用したため。
- オリコン最高位は48位に終わり、1週しかランクイン出来なかった。
- 発売前「Live Horizon Special 2000～fourfold colours～」にて披露されている。その際はバンドアレンジver.であった。
- 2020年5月時点、カップリングはアルバム未収録。

## 収録曲
1. Truth of Love
作詞:浅岡雄也 / 作曲:河野雅昭
2. For You
作詞:浅岡雄也 / 作曲:小田孝 / 編曲:FIELD OF VIEW・池田大介
3. Truth of Love(Backing Track)

## 収録アルバム
- Memorial BEST 〜Gift of Melodies〜 (#1)